# バッキンガム公
バッキンガム公（バッキンガムこう、英: Duke of Buckingham）は、かつて存在したイギリスの公爵位の一つ。バッキンガムの名を冠した公爵位には1444年創設のスタッフォード家所有のバッキンガム公爵位（イングランド貴族）、1623年創設のヴィリアーズ家所有のバッキンガム公爵位（イングランド貴族）、1703年創設のシェフィールド家所有のバッキンガム＝ノーマンビー公爵位（イングランド貴族）、1822年創設のグレンヴィル家所有のバッキンガム＝シャンドス公爵位（連合王国貴族）がある。いずれも剥奪されたか廃絶しており、現存していない。

## 歴史

### 1444年-1521年のバッキンガム公（スタッフォード家）

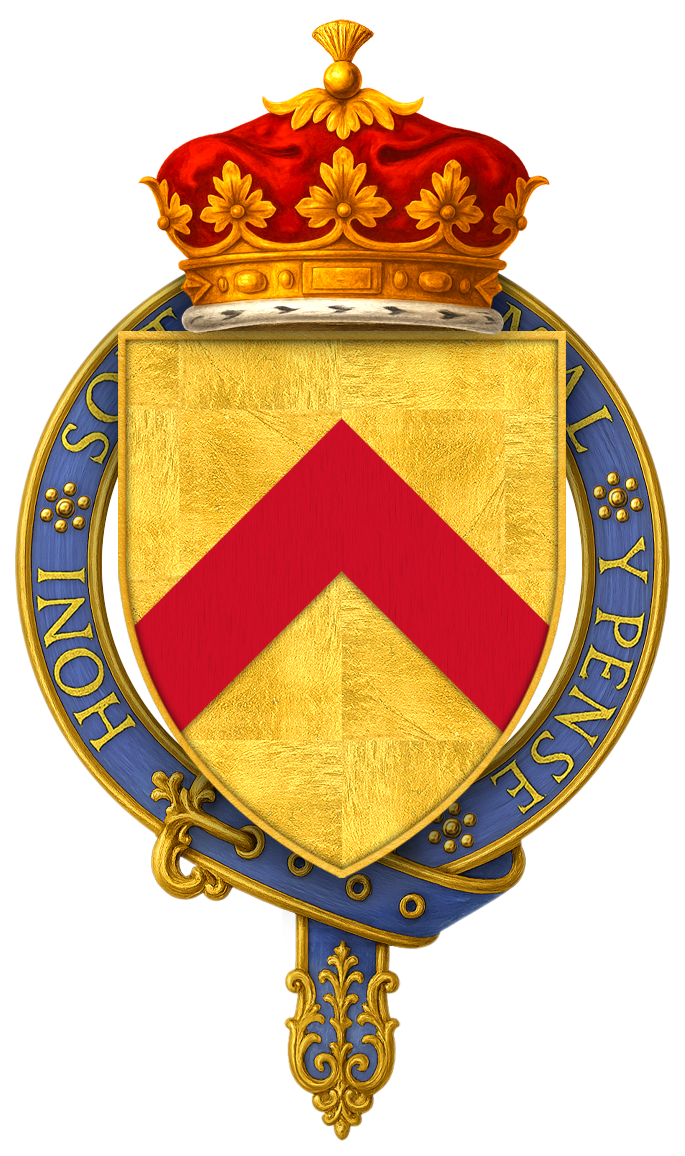
初代バッキンガム公ハンフリー・スタッフォードの紋章

はじめてバッキンガム公爵に叙される第6代スタッフォード伯爵ハンフリー・スタッフォード (1402–1460) は、幼い頃の1403年7月21日に死去した父・第5代スタッフォード伯エドマンド・スタッフォードから伯爵位とスタッフォード男爵位を継承し、1420年にはヘンリー5世のフランスでの作戦に従軍したが、1422年の王の崩御でその遺体とともにイングランドに帰国。ヘンリー6世の側近となり、1444年9月14日にバッキンガム公爵に叙爵された。薔薇戦争でもランカスター派としてヘンリー6世に従ったが、1460年7月10日のノーサンプトンの戦いでヨーク派に敗れて殺害された。
そのため、その孫の第2代公爵ヘンリー (1454–1483) はエドワード4世から疎まれ、キャサリン・ウッドヴィルとの望まぬ縁組を押し付けられ、これが彼を1483年のリチャード3世による王位簒奪支持に追いやった。しかしそのわずか3カ月後にはヘンリー・テューダー（ヘンリー7世）を擁立してリチャード3世に対する反乱を起こした。すぐに鎮圧され、裁判なしで私権剥奪のうえ処刑された。
そのため、その息子の3代公爵エドワード (1478–1521) は、当初爵位を継げなかったが、ヘンリー7世がリチャード3世から王位を簒奪して即位してテューダー朝が始まった1485年には議会法により爵位を回復された。しかし枢機卿トマス・ウルジーから敵意を向けられ、1521年5月には大逆罪で私権剥奪のうえ処刑された。

### 1623年-1687年のバッキンガム公（ヴィリアーズ家）

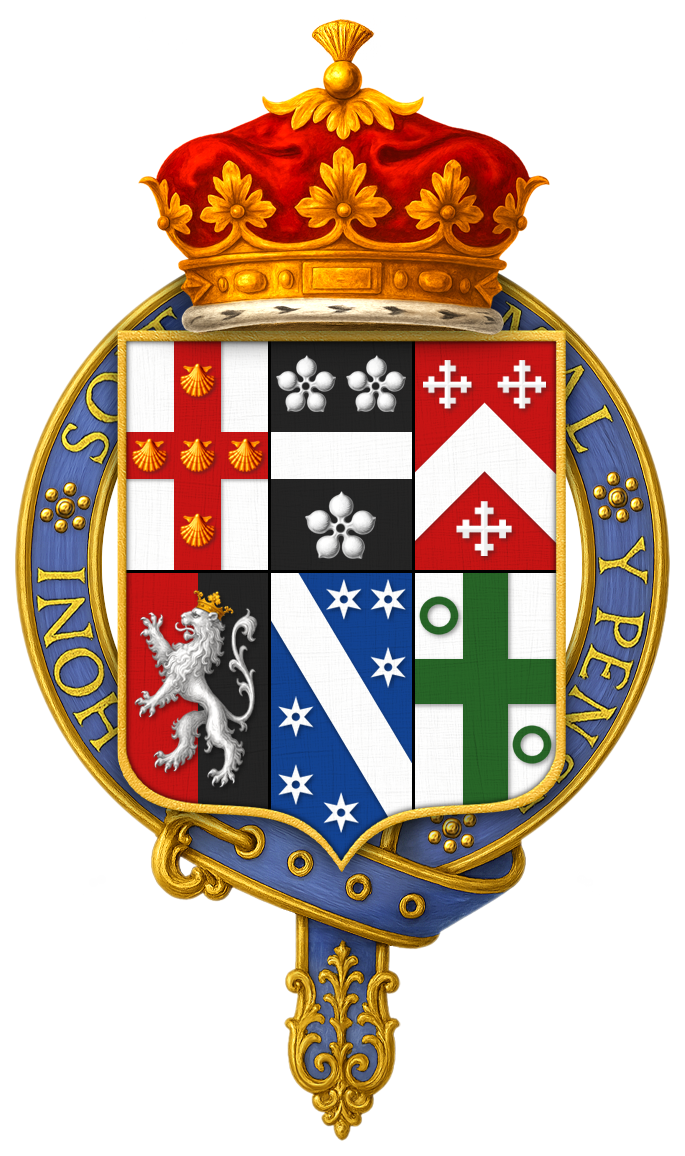
初代バッキンガム公ジョージ・ヴィリアーズの紋章

ついでバッキンガム公に叙されるのはステュアート朝のジェームズ1世の寵臣ジョージ・ヴィリアーズ (1592–1628) である。彼はジェントリの息子だったが、1614年に宮廷入りしてから急速に昇進し、主馬頭や海軍卿などの要職を歴任した。爵位も急速に昇進し、1616年8月27日にはヴィリアーズ子爵 (Viscount Villiers) 、バッキンガム州におけるワッドンのワッドン男爵 (Baron Whaddon, of Whaddon in the County of Buckingham) に叙位され、1617年1月5日にはバッキンガム伯爵に叙位された。同年3月14日にはこの3つの爵位について自身の男系男子に次いで、同母兄弟ジョンとクリストファーの男系男子への継承が認められた。さらに1618年1月1日にはバッキンガム侯爵 (Marquess of Buckingham)に叙され、そして1623年5月18日にはバッキンガム公爵とコヴェントリー伯爵(Earl of Coventry)に叙位された。1627年8月27日にはバッキンガム公爵位とコヴェントリー伯爵位について男系男子に次いで、娘メアリーの男系男子に継承が認められた。1625年に即位したチャールズ1世の下でも栄進し、スペインやフランスと戦ったが、成果を得られず議会の弾劾を受けるもチャールズ1世の介入で失脚を免れた。しかし1628年にはイングランド軍将校ジョン・フェルトンに暗殺された。
父が暗殺された年に生まれた息子の第2代公爵ジョージ (1628–1687) は、清教徒革命中に王党派に属して一時国外亡命し、その後帰国するもイングランド共和国から投獄を受けた。王政復古後にチャールズ2世に登用されて初代クラレンドン伯爵エドワード・ハイドの失脚に一役買い、その後カバルと呼ばれる政権の一員となった。しかしカバル政権の不評と共に議会から批判の対象となり、1674年には罷免された。また彼は1667年に母からド・ルース男爵を継承している。
1687年4月16日の彼の死後、帰属者未確定 (abeyance) となったド・ロス男爵を除き、全ての爵位が継承者無く廃絶した。

### 1703年-1735年のバッキンガム＝ノーマンビー公（シェフィールド家）

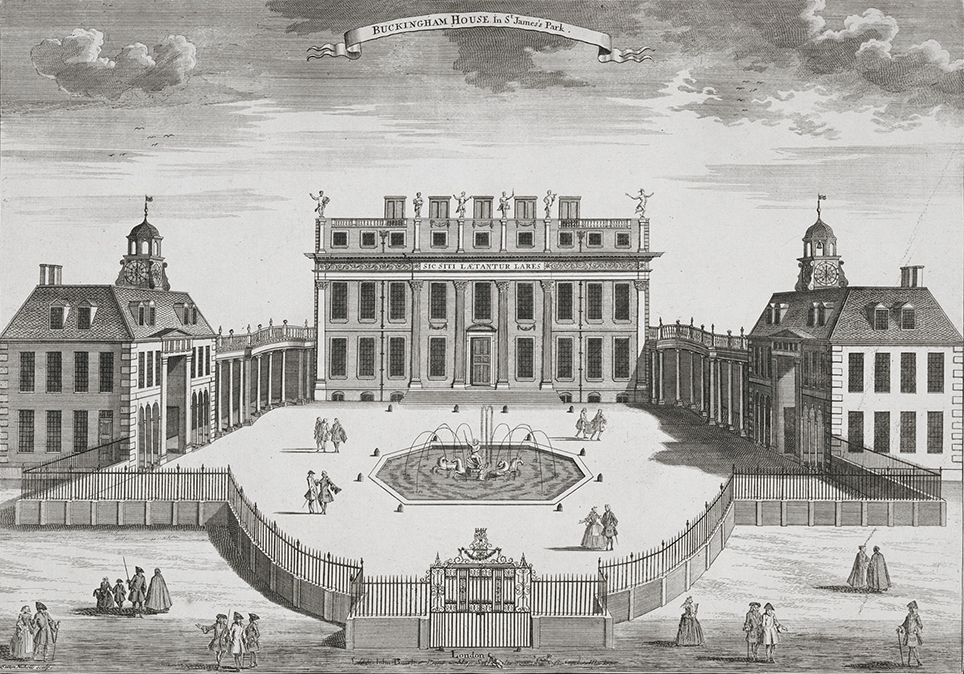
1710年頃のバッキンガム・ハウス（バッキンガム宮殿の前身）

ジョン・シェフィールド (1648–1721) は、1658年に父から第3代マルグレイヴ伯爵を継承し、チャールズ2世や名誉革命後のウィリアム3世、アン女王などに仕え、ウィリアム3世在位中の1694年5月10日にはノーマンビー侯爵 (Marquess of Normanby) に叙位された。特にアン女王から重用され、トーリー党の政治家として王璽尚書などの官職を務めた。スコットランドとの連合の委員にもなった。1703年3月23日にはバッキンガム＝ノーマンビー公爵に叙位された。また1702年から1703年にかけてアーリントン・ハウスを改築してバッキンガム宮殿の前身バッキンガム・ハウスを建設した人物である。
初代公の死後、生存していた唯一の嫡出子ジョン (1716–1735) が爵位を継承したが、子供を残さずに若くして死去し保有爵位全てが廃絶した。財産の大部分は非嫡出子にあたる異母兄チャールズ・ハーバート・シェフィールドにわたった。バッキンガム・ハウスも彼が相続しているが、1762年に国王ジョージ3世に8,000ポンドで売却しており、ジョージ3世はここを王妃シャーロットの住居とし、後にバッキンガム宮殿となった。

### 1822年-1889年のバッキンガム＝シャンドス公（グレンヴィル家）
首相ジョージ・グレンヴィルの息子で外務大臣を務めた初代バッキンガム侯爵ジョージ・ニュージェント＝テンプル＝グレンヴィルの息子であるリチャード・プランタジネット・キャンベル・テンプル＝ニュージェント＝ブリッジス＝シャンドス＝グレンヴィル (1776–1839) は、1796年には第3代シャンドス公爵ジェイムズ・ブリッジスの一人娘アンと結婚し、「テンプル＝ニュージェント＝ブリッジス＝シャンドス＝グレンヴィル」姓に改姓し、1813年に父の死でバッキンガム侯爵 (Marquess of Buckingham) 、テンプル伯爵 (Earl Temple)、ニュージェント伯爵(Earl Nugent) 、コバム子爵 (Viscount Cobham) 、コバムのコバム男爵 (Baron Cobham, of Cobham) を継承した後の1822年2月4日にバッキンガム＝シャンドス公爵 (Duke of Buckingham and Chandos) 、シャンドス侯爵 (Marquess of Chandos) 、ストーのテンプル伯爵 (Earl Temple of Stowe) に叙された。このうちストーのテンプル伯爵位には、孫娘アンとその男系男子に継承可能な特別継承者の規定が付けられていた。彼の一人息子テンプル伯リチャードにはこの時点では子供が娘のアンしかいなかったためである（テンプル伯はこの翌年の1823年に男子リチャードを儲けている）。
初代公の死後、息子のリチャード (1797–1861) が2代公を継承し、彼の死後はその息子リチャード (1823–1889) が3代公を継承。3代公は保守党政権下で枢密院議長（在職1866年-1867年）や植民地大臣（在職1867年-1868年）を務めた。彼の代の1868年7月21日にはスコットランド貴族爵位キンロス卿を父から継承していたことが認められた。
男子がない3代公の死後、バッキンガム＝シャンドス公爵はじめ保有爵位の多くは廃絶したが、特別継承者の規定がある爵位はいくつか残った。キンロス卿は3代公の長女メアリー、コバム子爵は親族の第5代リトルトン男爵チャールズ・リトルトン、ストーのテンプル伯爵は甥のウィリアム・ゴア＝ラントンがそれぞれ継承している。

## 歴代当主一覧

### バッキンガム公 (1444年)
| 肖像                     | 爵位の代数 名前 （生没年）                                                      | 受爵期間                      | 続柄                    | 他の称号                              |
| ------------------------ | ------------------------------------------------------------------------------- | ----------------------------- | ----------------------- | ------------------------------------- |
|                          | 初代バッキンガム公爵 ハンフリー・スタッフォード (Humphrey Stafford) (1402–1460) | 1444年9月14日 - 1460年7月10日 | 5代スタッフォード伯の子 | スタッフォード伯爵 スタッフォード男爵 |
|                          | 第2代バッキンガム公爵 ヘンリー・スタッフォード (Henry Stafford) (1454–1483)     | 1460年7月10日 - 1483年11月2日 | 先代の孫                | スタッフォード伯爵 スタッフォード男爵 |
|                          | 第3代バッキンガム公爵 エドワード・スタッフォード (Edward Stafford) (1478–1521)  | 1485年11月 - 1521年5月13日    | 先代の子                | スタッフォード伯爵 スタッフォード男爵 |
| 大逆罪で処刑、私権剥奪。 |                                                                                 |                               |                         |                                       |

### バッキンガム公 (1623年)
| 肖像                                                 | 爵位の代数 名前 （生没年）                                                | 受爵期間                      | 続柄                       | 他の称号 |
| ---------------------------------------------------- | ------------------------------------------------------------------------- | ----------------------------- | -------------------------- | --- |
|                                                      | 初代バッキンガム公爵 ジョージ・ヴィリアーズ (George Villiers) (1592–1628) | 1623年5月18日 - 1628年8月23日 | ジョージ・ヴィリアーズの子 | バッキンガム侯爵 バッキンガム伯爵 コヴェントリー伯爵 ヴィリアーズ子爵 ワッドンのワッドン男爵                |
|                                                      | 2代バッキンガム公爵 ジョージ・ヴィリアーズ (George Villiers) (1628–1687)  | 1628年8月23日 - 1687年4月16日 | 先代の子                   | バッキンガム侯爵 バッキンガム伯爵 コヴェントリー伯爵 ヴィリアーズ子爵 ド・ルース男爵 ワッドンのワッドン男爵 |
| 死後ド・ロス男爵は帰属者未確定(abeyance)。他は廃絶。 |                                                                           |                               |                            | |

### バッキンガム＝ノーマンビー公 (1703年)
| 肖像           | 爵位の代数 名前 （生没年）                                                              | 受爵期間                       | 続柄                  | 他の称号                                             |
| -------------- | --------------------------------------------------------------------------------------- | ------------------------------ | --------------------- | ---------------------------------------------------- |
|                | 初代バッキンガム＝ノーマンビー公爵 ジョン・シェフィールド (John Sheffield) (1648–1721)  | 1703年3月23日 - 1721年2月24日  | 2代マルグレイヴ伯の子 | ノーマンビー侯爵 マルグレイヴ伯爵 シェフィールド男爵 |
|                | 第2代バッキンガム＝ノーマンビー公爵 ジョン・シェフィールド (John Sheffield) (1716–1735) | 1721年2月24日 - 1735年10月30日 | 先代の子              | ノーマンビー侯爵 マルグレイヴ伯爵 シェフィールド男爵 |
| 死後全爵位廃絶 |                                                                                         |                                |                       |                                                      |

### バッキンガム＝シャンドス公 (1822年)
| 肖像                                                             | 爵位の代数 名前 （生没年） | 受爵期間                      | 続柄                   | 他の称号 |
| ---------------------------------------------------------------- | --- | ----------------------------- | ---------------------- | --- |
|                                                                  | 初代バッキンガム＝シャンドス公爵 リチャード・プランタジネット・キャンベル・テンプル＝ニュージェント＝ブリッジス＝シャンドス＝グレンヴィル (Richard Plantagenet Campbell Temple-Nugent-Brydges-Chandos-Grenville) (1776–1839)  | 1822年2月4日 - 1839年1月17日  | 初代バッキンガム侯の子 | バッキンガム侯爵 シャンドス侯爵 テンプル伯爵 ニュージェント伯爵 ストーのテンプル伯爵 コバム子爵 コバム男爵            |
|                                                                  | 第2代バッキンガム＝シャンドス公爵 リチャード・テンプル＝ニュージェント＝ブリッジス＝シャンドス＝グレンヴィル (Richard Plantagenet Temple-Nugent-Brydges-Chandos-Grenville) (1797–1861)                                        | 1839年1月17日 - 1861年7月29日 | 先代の子               | バッキンガム侯爵 シャンドス侯爵 テンプル伯爵 ニュージェント伯爵 ストーのテンプル伯爵 コバム子爵 キンロス卿 コバム男爵 |
|                                                                  | 第3代バッキンガム＝シャンドス公爵 リチャード・プランタジネット・キャンベル・テンプル＝ニュージェント＝ブリッジス＝シャンドス＝グレンヴィル (Richard Plantagenet Campbell Temple-Nugent-Brydges-Chandos-Grenville) (1823–1889) | 1861年7月29日 - 1889年3月26日 | 先代の子               | バッキンガム侯爵 シャンドス侯爵 テンプル伯爵 ニュージェント伯爵 ストーのテンプル伯爵 コバム子爵 キンロス卿 コバム男爵 |
| 死後ストーのテンプル伯爵、コバム子爵、キンロス卿を除く全爵位廃絶 | |                               |                        | |